# Tu vuò fà l'americano
«Tu vuò fà l'americano» ("Vols fer-te l'americà", en català) és una cançó en napolità del cantant italià Renato Carosone i del lletrista Nicola Salerno.

## Història
Carosone va escriure la cançó el 1956 conjuntament amb el lletrista Nicola Salerno, sobrenomenat Nisa. Es va convertir en una de les seves cançons més conegudes. Per encàrrec del productor discogràfic Rapetti de la Casa Ricordi, per a un concurs de ràdio, la música va ser composta per Carosone en un breu període després de llegir la lletra de Nisa; immediatament va creure que la cançó es convertiria en un gran èxit.
La cançó va aparèixer en la dècada de 1960 en la pel·lícula de Melville Shavelson Capri, en la qual va ser cantada per Sophia Loren i Clark Gable. Es va realitzar també per Rosario Fiorello en la pel·lícula de 1999, The Talented Mr. Ripley i va ser versionat per les germanes Puppini.
La lletra parla de tot italià que imita l'estil de vida contemporani dels Estats Units i actua com un yankee, bevent whisky i soda, ballant rock 'n roll, jugant al beisbol i fumant cigarrets Camel, però continua depenent dels seus pares pels diners. La cançó es considera generalment una sàtira sobre el procés d'americanització que es va produir al principi dels anys posteriors a la segona guerra mundial, quan el sud d'Itàlia continuava sent una societat rural tradicional.
El mateix Carosone va escriure que les seves cançons "estaven profundament basades en el somni americà, interpretant el jazz i els seus derivats com un símbol dels Estats Units, la terra animada, del progrés i benestar, però sempre a l'estil napolità, doblegant aquell símbol en una paròdia astuta cap als seus costums". Segons el periòdic italià La Repubblica, "Tu vuò fa l'americano" és el símbol de la paràbola artística de Carosone, qui es va retirar de la música el 1960, només quatre anys després del llançament de la cançó.

## Versions i mostrejos musicals
- Els dos personatges principals canten aquesta cançó en un bar de jazz en la pel·lícula El talentós Sr. Ripley.
- El músic francès de rap, Philippe Fragione, sobrenomenat Akhenaton, els pares del qual provenen de Nàpols, interpreta aquesta cançó amb el mateix nom en francès. Ell descriu la història de la seva fascinació amb els Estats Units quan era nen, i la seva decepció en descobrir aquest país, com un adult.
- Lou Bega va fer una versió en anglès titulada "You Wanna Be Americano".
- L'agrupació The Brian Setzer Orchestra va fer una versió titulada "Americà", la qual va aparèixer en el seu àlbum VaVoom.
- El 2000 el cantautor espanyol de nom artístic Tonino Carotone, canta aquesta cançó a duo amb el mateix Renato Carosone, en el seu àlbum Pelat Difficile.
- En 2002 la banda xilena de rock Pettinellis va gravar la seva versió titulada Americà com a part del seu àlbum debut (homònim). La veu que se sent és del teclista Camilo Salinas, músic xilè-italià nascut a Roma durant l'exili del seu pare, el també músic Horacio Salines.
- La cançó es va utilitzar com a demostració per al programa de síntesi de veu Vocaloid. Les veus masculines en anglès de Vocaloid 2 denominades Tonio i Big Al són les que "canten" el tema.
- Les germanes Puppini van gravar aquest tema en el seu àlbum Betcha Bottom Dollar en 2007.
- En 2009 el grup espanyol Vendetta de música ska, crea una versió satírica prenent la lletra original i adaptant-la als Estats Units en crisis i la titula "Vendetta".
- Va ser col·locada com a música de fons durant una escena en una cafeteria en la pel·lícula The American (L'Americà), amb George Clooney, filmada en 2010.
- El 27 de febrer de 2010 el grup australià Yolanda Be Cool i el productor discogràfic Duncan MacLennan, sobrenomenat DCUP, van presentar una nova versió, prenent extractes de la cançó original, denominada "We No Speak Americano" i posteriorment va ser regravat per Marco Calliari.
- El cantant estatunidenc d'origen cubà Pitbull, en el seu àlbum Armando, va realitzar una altra versió de "We No Speak Americano" anomenada "Bon, Bon".
- El cantant porto-riqueny Don Omar, també va fer la seva pròpia versió titulada "Em No Speak Americà", en el qual esmenta les seves arrels llatinoamericanes.
- En 2011, el cantant i actor estatunidenc Darren Criss, va cantar la mateixa cançó, públicament, dues vegades: en un concert de beneficència i en una sessió de fotos.
- En 2011, per a l'àlbum Alvin and the Chipmunks: Chipwrecked: Music from the Motion Picture el trio d'esquirols anomenat "The Chipettes" juntament amb Barnetta DaFonseca canten una versió anomenada "We No Speak Americano / Conga".
- El 2011 a Barcelona la banda tribut "Carosones" grava el videoclip de la cançó dirigits pel director de cinema català Xabi Ribera que supera les 500 000 visites a Youtube.

## Lletra
| Lletra original en napolità: Puorte o cazone cu 'nu stemma arreto 'na cuppulella cu 'a visiera alzata. Passa scampanianno pe' Tuleto comm a 'nu guappo pe' te fa guardà! Tu vuò fa ll' americano! mmericano! mmericano sient a mme, chi t' 'o ffa fa? tu vuoi vivere alla moda ma se bevi whisky and soda po' te sente 'e disturbà. Tu abball 'o rocchenroll tu giochi a baisiboll ' ma 'e solde p' è Camel chi te li dà? ... La borsetta di mammà! Tu vuò fa ll' americano mericano! mericano! ma si nato in Italy! siente a mme nun ce sta' niente a fa ok, napulitan! Tu vuò fa ll' american! Come te po' capì chi te vò bbene si tu lle parle 'miezo americano? Quanno se fa ll' ammore sott' ' a luna comme te vene 'ncapa e di "i love you''? Tu vuò fa ll' americano mericano! mericano siente a me, chi t' 'o ffa fa? tu vuoi vivere alla moda... ma se bevi whisky and soda po' te siente 'e disturbà. Tu abball 'o rocchenroll tu giochi a baisiboll ' ma 'e solde p' e' Ccamel chi te li dà? ... La borsetta di mammà! | Lletra en català: Portes pantalons amb una marca al darrere Una gorra amb la visera cap amunt Vas campanejant per (Via) Toledo com un guapo, per fer-te notar... Tu vols fer-te l'americà americà, americà... escolta'm, qui et demana que ho facis? Tu vols viure a la moda, però si beus "whisky and soda" després et sents marejat... Tu balles rock and roll tu jugues al beisbol... però els diners per als Camel qui t'els dona? La butxaca de la mare! Tu vols fer-te l'americà americà, americà... però vas néixer a Itàlia! Escolta'm: no hi ha res que es pugui fer Ok, napolità! Tu vols fer-te l'americà tu vols fer-te l'americà. Com et pot entendre qui t'estima si tu li parles meitat americà? quan fas l'amor sota la lluna Com et passa pel cap dir “I love you”? Tu vols fer-te l'americà americà, americà... escolta'm, creus que val la pena? Tu vols viure a la moda, però si beus "whisky and soda" després et sents marejat... Tu balles rock and roll tu jugues al beisbol... però els diners per als Camel qui t'els dona? La butxaca de la mare! |